# Schleifwagen der Straßenbahn Bukarest
Die Schleifwagen der Straßenbahn Bukarest waren eine Serie von vier Schienenschleifwagen – rumänisch vagon de polizat şina – des genannten Straßenbahnbetriebs.

## Geschichte
Die Zweirichtungsfahrzeuge in Form von zweiachsigen Elektrolokomotiven mit Mittelführerstand entstanden 1960 in der Hauptwerkstatt der damals Întreprinderea de Transport București (I.T.B) genannten Bukarester Verkehrsgesellschaft und erhielten die Betriebsnummern 1–4. Die 6400 Millimeter langen und 2150 Millimeter breiten Arbeitswagen waren Teil des V56-Modernisierungsprogramms für Personenwagen mit Holzaufbau, ihr Aufbau basierte somit ebenfalls auf alten Fahrgestellen aus den 1920er Jahren. Die elektrische Ausrüstung der Compagnie Française Thomson-Houston konnte hierbei weiterverwendet werden, allerdings erhielten die Schleiflokomotiven moderne Scherenstromabnehmer.
Bereits 1965 gab Bukarest den Schleifwagen Nummer 4 an die Straßenbahn Timișoara ab, wo er seine – damals vor Ort zufällig unbesetzte – Betriebsnummer zunächst behalten konnte. Schon 1968 verlor er diese jedoch an den vormaligen Arbeitswagen 37 und war fortan ganz ohne Nummer im Einsatz. 2002 stellte die damalige Verkehrsgesellschaft Regia Autonomă de Transport Timișoara (R.A.T.T.) ihn außer Dienst, er wurde im Jahr darauf durch einen gebraucht von den Wiener Linien erworbenen Schörling-Schleifwagen ersetzt. Die Schleiflokomotive gilt seitdem als historisches Fahrzeug und befindet sich als solches in der Obhut des Tramclubs Banat – T.C.B. Abgestellt ist der Schleifwagen in der Regel auf dem Gelände des planmäßig nicht mehr genutzten Straßenbahndepots am Bulevardul Take Ionescu.
Die drei in der Hauptstadt verbliebenen Schleifwagen wurden hingegen im Laufe der Jahre durch modernere Arbeitswagen ersetzt und zu Schneefräsen umgebaut. Sie werden vor Ort als Vagon Tramvai Turbofreza (V.T.T.) – rumänisch für Turbofräsenstraßenbahnwagen – bezeichnet und sind jeweils einem anderen Betriebshof zugeteilt:
- 01: Depot Alexandria
- 02: Depot Titan
- 03: Depot Militari

Die Fräseinrichtung ist dabei nur an einer Fahrzeugseite montiert, so dass die Wagen de facto nur als Einrichtungsfahrzeuge genutzt werden können.

## Lieferungen
| Staat    | Stadt    | Lieferungsjahre | Stückanzahl | Nummerierung |
| -------- | -------- | --------------- | ----------- | ------------ |
| Rumänien | Bukarest | 1960            | 4           | 1–4          |
| Summe:   | Summe:   | Summe:          | 4           |              |